# 壱岐市立沼津中学校
壱岐市立沼津中学校（いきしりつぬまづちゅうがっこう, Iki City Numazu Junior High School）は、2011年（平成23年）3月末まで長崎県壱岐市にあった公立中学校。略称は「沼中」（ぬまちゅう）。
旧郷ノ浦町の武生水中学校、渡良中学校、初山中学校と統合し、「壱岐市立郷ノ浦中学校」が新設された。

## 概要
歴史
1947年（昭和22年）4月の学制改革（六・三制実施）によって設置された。
校訓
「やる気」「根気」「思いやり」
教育目標
「心豊かでたくましく，自ら学ぶ生徒の育成」
校花
桜 - 「白翁」と呼ばれる桜の原木がある。
校歌
作詞は目良与志汎、作曲は萩原益城による。歌詞は3番まであり、各番とも「ああ 沼津中学校」で終わる。
なお、壱岐市役所のホームページで校歌の曲（歌詞あり、歌詞なし）をダウンロードできる。
校区
壱岐市立沼津小学校（郷ノ浦町小牧東触184）
校舎
3階建て。
制服
男子は学生服（学ラン）、女子はセーラー服、ジャージの色は紫色。

## 沿革
- 1947年（昭和22年）4月23日 - 「沼津村立沼津中学校」が開校。現沼津小学校の場所に併置され、旧沼津青年学校の校舎を使用。
  - 初代校長は立石茂樹、職員数は校長を含んで10名、生徒数189名でのスタート。
- 1949年（昭和24年）
  - 1月14日 - 中学校敷地が現在地に決定。
  - 11月15日 - 校舎が完成。
- 1950年（昭和25年）
  - 5月17日 - 運動場第1期工事が完了。
  - 5月23日 - 沼津中学校講堂が完成。（中央公民館）
- 1953年（昭和28年）9月1日 - 運動場第2期工事が完了。
- 1955年（昭和30年）2月1日 - 町村合併により、「郷ノ浦町立沼津中学校」と改称。
- 1963年（昭和38年）- 生徒数が最大225名となる。
- 1964年（昭和39年）
  - 7月21日 - 第1回全校キャンプを実施。
  - 9月10日 - 保健室及び体育倉庫を新築。調理室を改築。
- 1966年（昭和41年）
  - 3月15日 - 「清澄の池」が完成。（第19回卒業生寄贈）
  - 5月1日 - 販売部売店を新築。
  - 5月25日 - 金工室を増築。
- 1967年（昭和42年）3月15日 - 「栄光の丘」が完成。（第20回卒業生寄贈）
- 1968年（昭和43年）4月10日 - 給食を開始。
- 1969年（昭和44年）
  - 3月5日 - 校歌を制定。（作詞-目良与志汎、作曲-萩原益城）
  - 6月7日 - 壱岐郡中体連陸上大会で、初の敢闘賞を受賞。
- 1972年（昭和47年）
  - 2月19日 - 沼津中学校同窓会が結成。
  - 3月8日 - 体育館が完成。国旗掲揚柱を設置。
  - 3月31日 - 校舎外トイレを改修。運動場排水溝を設置。体育館裏の造園、ソテツの植樹。
- 1973年（昭和48年）
  - 10月4日 - 体育館倉庫が完成。
  - 10月15日 - ナイトシステム実験協力校として授業を始める。
- 1974年（昭和49年）5月4日 - 高架水槽を設置。
- 1975年（昭和50年）
  - 2月8日 - 第1回立春登山を実施。
  - 9月8日 - 教育工学室の改修。アナライザーの設置。（長崎大学教育工学センターにより施工。）
  - 9月11日 - ナイトシステム用テレックスを設置。
  - 11月6日 - ナイトシステム用ファクシミリを設置。交信テストを実施。
  - 11月28日 - 文部省国際学術局の中山教授、ナイトシステム端末施設を視察。
  - 12月3日 - ナイトシステム郡内研究会を開催。
- 1976年（昭和51年）
  - 4月17日 - 日本電気通信教育学会、ナイトシステムを視察。
  - 11月5日 - 東京工業大学と国立教育研究所がナイトシステムを視察。
  - 11月8日 - 東京教育大学（現筑波大学）、宮崎大学、長崎大学がナイトシステムを視察。
- 1977年（昭和52年）
  - 3月9日 - NHK教育テレビ、沼津中学校のナイトシステムを放映。
  - 7月5日 - 鉄筋コンクリート造3階建の新校舎が完成。
  - 8月18日 - ごみ焼却炉を設置。
  - 9月2日 - 技術科教室が完成。
  - 10月31日 - 大時計を本館東側に設置。
  - 12月1日 - 運動場東口側の生徒通学路を舗装。運動場を整地。
  - 12月26日 - 国旗掲揚柱を設置。
- 1978年（昭和53年）4月21日 - 体育倉庫が完成。
- 1979年（昭和54年） 
  - 2月28日 - サーキットトレーニングコースが完成。
  - 12月17日 - 体育館外トイレを設置。
- 1981年（昭和56年）12月15日 - テニスコートが完成。
- 1982年（昭和57年）
  - 6月27日 - 運動場バックネットが完成。
  - 8月1日 - テニスコート専用倉庫と水道施設が完成。
- 1984年（昭和59年）
  - 2月14日 - NHK長崎が立春登山を放映。
  - 3月 - 運動場を整備。
- 1985年（昭和60年）3月 - 体育館正面渡り廊下施設が完成。
- 1987年（昭和62年）3月21日 - 台風12号により給食台置場屋根及び体育倉庫等が損壊。
- 1988年（昭和63年）
  - 7月26日 - 体育館扉・床・玄関を修理。
  - 11月21日 - 廊下と特別教室に時計を設置。
- 1989年（平成元年）
  - 2月22日 - 体育館一文字そで幕を設置。
  - 11月14日 - ミニ文化活動発表会を実施。
- 1991年（平成3年）3月19日 - 体育館に暗幕を設置。
- 1992年（平成4年）2月1日 - パソコン室を設置。
- 1993年（平成5年）
  - 2月12日 - 立春登山20周年記念行事を実施。
  - 11月3日 - 第1回文化祭を実施。
- 1996年（平成8年）10月15日 - 壱岐郡中体連駅伝大会で、女子が躍進賞を受賞。
- 1999年（平成11年）3月5日 - パソコンを入れ替え、インターネット接続が可能になる。
- 2000年（平成12年）
  - 4月24日 - 沼津中学校統廃合についてPTA総会で郷ノ浦町教育長が説明を行う。
  - 11月2日 - 第1回職場体験学習を実施。
- 2001年（平成13年）
  - 10月9日 - 第1回学校評議委員会を開催。
  - 11月26日 - 運動場用大時計の取り替えを行う。
- 2002年（平成14年）10月29日 - 第1回沼中セミナー（総合的な学習の時間）発表会を実施。
- 2003年（平成15年）
  - 2月27日 - 襟章を廃止。
  - 9月13日 - トイレが水洗となる。
- 2004年（平成16年）
  - 2月4日 - 第30回記念立春登山を実施。
  - 3月1日 - 壱岐島4町の合併により、「壱岐市立沼津中学校」（最終名）に改称。
- 2008年（平成20年）9月 - 壱岐市教育委員会が中学校規模適正化（統廃合）計画を発表。
- 2011年（平成23年）3月31日 - 閉校（生徒数21名（中3を含む））。64年の歴史に幕を下ろす。

## 学校行事
3学期制
1学期
- 4月 – 始業式、入学式、入学生歓迎遠足、中2修学旅行
- 5月 - 壱岐市中体連（球技・剣道大会）
- 6月 - 壱岐市中体連（陸上大会）
- 7月 - 合同キャンプ、終業式
- 8月 - 平和集会（9日 長崎原爆の日）

2学期
- 9月 - 始業式、沼津合同運動会（幼稚園・小学校と合同）
- 10月 - 壱岐市中体連駅伝大会、サッカー大会(午前駅伝大会、午後サッカー大会)
- 11月 - 文化祭、壱岐市立一支国博物館見学
- 12月 - 人権集会、終業式

3学期
- 1月 - 始業式
- 2月 - 立春登山（立志式）
- 3月 - 卒業式、修了式

## 部活動
- バレーボール部
- ソフトテニス部
- 剣道部
- 陸上部
- バスケットボール部（男子）2000年頃

## 周辺
- 壱岐市立沼津小学校
- 沼津郵便局

## 参考資料
- 広報いき 壱岐市役所 2010年（平成22年）8月号